# Первенцев, Михаил Георгиевич
Михаил Георгиевич Первенцев (14 февраля 1866, Рязань — 25 декабря 1932, Рязань) — российский врач, гинеколог‐хирург, организатор медицинского образования рязанского края. 
Окончил медицинский факультет Московского университета.  Работал уездным врачом в Пронске (1894—1896), земским врачом в Зарайском уезде Московской губернии (1896—1902). Во время своей врачебной практики много внимания уделял вопросам родовспоможения и гинекологической заболеваемости населения. 
В 1900 году М.  Г.  Первенцев переходит в Рязанскую губернскую земскую больницу (ныне — областная клиническая больница им. И. А. Семашко) на должность гинеколога. Затем руководит гинекологическим стационаром (1902—1932) в течение 30 лет. Был организатором и директором (1896—1902) фельдшерско‐акушерской школы в Рязани.  В 1928 году М. Г. Первенцеву было присвоено звание Героя Труда.
Михаил Георгиевич Первенцев — основатель медицинской династии. Его дочь Татьяна и сын Евгений — врачи-гинекологи, внук Александр — хирург, правнучка Наталия окончила сестринское отделение Рязанского базового медицинского колледжа.